# Elías Pereyra
Elías Pereyra (La Matanza, Provincia de Buenos Aires, Argentina, 15 de febrero de 1999) es un futbolista argentino. Jugó en la posición de lateral izquiero en el Instituto ACC de la Primera División de Argentina.

## Biografía
El jugador sufrió leucemia cuando tenía tan sólo 13 años, y estuvo dos años fuera de las canchas. Él le comentó al medio Fox Sports lo siguiente: "A los trece me tocó vivir una muy difícil con la leucemia, fueron dos años muy duros, mucho tratamiento, mucha quimioterapia. Me hizo más fuerte. Hoy el fútbol lo disfruto, trato de vivirlo con alegría porque después de tantas malas esto es una alegría para mí. Con la responsabilidad de lo que es un club grande como San Lorenzo, pero siempre con alegría".

## Trayectoria

### San Lorenzo
Fue promovido de la reserva por Claudio Biaggio en 2018.

## Selección nacional

### Categoría sub-20
Disputó el torneo L'Alcúdia, donde se consagró campeón junto a su seleccionado nacional. Disputó en enero y febrero de 2019 el Sudamericano Sub-20, siendo partícipe de 4 partidos.

## Clubes
Actualizado al 27 de agosto de 2019
| Club                                    | País      | Año           | Partidos | Goles |
| --------------------------------------- | --------- | ------------- | -------- | ----- |
| San Lorenzo                             | Argentina | 2018-2020     | 13       | 0     |
| Benfica B (Cedido)                      | Portugal  | 2020          |          |       |
| Panetolikos                             | Grecia    | 2020-2022     |          |       |
| Club Deportivo Godoy Cruz Antonio Tomba | Argentina | 2022-         | 1        | 0     |
| Kallithea (cedido)                      | Grecia    |               |          |       |
| Instituto ACC (cedido)                  | Argentina | 2025-presente |          |       |

## Participaciones en Sudamericanos
| Torneo                      | Sede  | Resultado  | Partidos | Goles |
| --------------------------- | ----- | ---------- | -------- | ----- |
| Sudamericano Sub-20 de 2019 | Chile | Subcampeón | 4        | 0     |